# 小坂隆雄
小坂 隆雄（こさか たかお、1901年8月11日 - 1979年8月20日）は、日本の生理学者、公衆衛生学者。

## 略歴
長野県岡谷市に生まれる。 長野県立諏訪中学校（現長野県諏訪清陵高等学校）卒業。1924年に満洲医科大学（現中国医科大学）を卒業後、同大学の生理学教室に入り、久野寧の発汗研究に従事する。
1929年、ロックフェラー財団のフェローシップをとり、北京協和医学院へ留学、林 可勝（ロバート・リム）の生理学教室へ入る。
1930年、林との協同研究により小腸由来の胃酸分泌抑制作用を発見し、作用を再現する物質をエンテロガストロンと命名する。その後、ユニヴァーシティ・カレッジ・ロンドン へ留学し、Sir Charles Arthur Lovatt Evans、 アーチボルド・ヒルの指導を受け、インスリン放出や血糖利用等代謝に関する研究を行う。日本に戻った後は、関東庁の長官山岡萬之助の誘いにより官吏として保健衛生の事業に従事し、『満州開拓衛生の基礎』を編纂する。
終戦後は日本大学医学部の衛生学教授に任命され、1949年に新潟大学医学部公衆衛生学の初代教授に迎えられる。
1954年にはアメリカのビキニ環礁における水爆実験による放射能雨観測を日本で初めて報告した。また高度経済成長期に新潟水俣病の原因究明に際して、有機水銀による集団中毒であることを指摘し、詳細な疫学調査を行った。